# Frederick Maude
Pour les articles homonymes, voir Maude.
 (juillet 2019).
Si vous disposez d'ouvrages ou d'articles de référence ou si vous connaissez des sites web de qualité traitant du thème abordé ici, merci de compléter l'article en donnant les références utiles à sa vérifiabilité et en les liant à la section « Notes et références ».
Frederick Stanley Maude (24 juin 1864 - 18 novembre 1917) est un commandant britannique ayant servi pendant la Première Guerre mondiale, célèbre notamment pour ses actions en Mésopotamie, dont la prise de Bagdad.

## Entourage familial
Frederick Maude naît à Gibraltar, dans une famille de tradition militaire. Son père, Frederick Francis Maude, est général, décoré de la croix de Victoria en 1855 lors de la guerre de Crimée.
Le 1er novembre 1893, il se marie avec Celia Cornelia Marianne St Leger Taylour.

## Service
Frederick Maude débute dans l'armée en Égypte, de mars à septembre 1885. Il participe ensuite à la seconde guerre des Boers en tant que major de janvier 1900 à mars 1901. Il y obtient la médaille sud-africaine de la reine (Queen's South-African Medal) et la DSO. De 1901 à 1904, il sert dans l'équipe du gouverneur-général du Canada, et accompagne notamment le duc et la duchesse d'York lors de leur voyage au Canada en septembre et octobre 1901.
Il retourne ensuite en Angleterre où il est promu lieutenant-colonel en 1907, puis colonel en 1911.

### La Première Guerre mondiale
En 1914, Frederick Maude est envoyé combattre en France dans le IIIe corps, puis en octobre 1914, il est promu général de brigade et obtient le commandement de la 14e brigade. Il doit retourner au pays en avril 1915 (blessure par balle dans le bras droit), puis il revient en France où il est promu major-général en juin. Il est alors transféré au commandement de la 33e division.
À la mi-août, Frederick Maude est envoyé avec la 13e division combattre aux Dardanelles, où il combat dans la baie de Suvla jusqu'en mars 1916. Il est ensuite transféré en Mésopotamie où il prend le commandement de l'expédition britannique. Arrivé là-bas, il décide de relancer l'offensive et reprend Kut-el-Amara aux Ottomans le 24 février 1917. Il continue son avancée jusqu'à Bagdad qu'il prend le 11 mars, et où il prononce ces mots devant la foule : « L'armée britannique ne vient pas dans votre ville en tant que conquérante ou en tant qu'ennemie, mais en tant que libératrice ».
Frederick Maude meurt le 18 novembre 1917 du choléra, tout comme une grande partie de son armée. Il est enterré à Bagdad. La « zone verte » de la ville est, depuis 2003, baptisée Maude's House.